# Isabel Hamer
Isabel Dorothy Hamer (* 15. März 1912 in Berlin; † 4. April 2004 in Überlingen) war eine deutsche Schriftstellerin und Übersetzerin.

## Leben
Isabel Hamer ist die Tochter des britischen Offiziers Aston Hamer und der Schriftstellerin Gertrud von Sanden (1881–1940), die unter dem Pseudonym Mervyn Brian Kennicott eine der Erfolgsautorinnen des Wunderlich Verlags war. Ihre Kindheit verbrachte Isabel Hamer in England; nach der Scheidung der Eltern zog sie 1927 mit ihrer Mutter nach Deutschland. In den Dreißigerjahren arbeitete sie zeitweilig als Sekretärin der Schriftstellerin und Frauenrechtlerin Gertrud Bäumer, mit der Gertrud von Sanden seit 1930 zusammenlebte.
Durch ihre Mutter wurde Isabel Hamer mit Hermann Leins, dem Inhaber des Wunderlich Verlages bekannt, den sie 1939 heiratete. Aus dieser Ehe stammen die Töchter Dorothea (* 1940) und Editha (1942–2025). Das Ehepaar lebte in Reutlingen.
Ihr größter Erfolg war der 1938 veröffentlichte Roman Perdita, von dem im Dritten Reich 130.000 Exemplare erschienen. Kurz nach Kriegsende wieder aufgelegt, erreichte er schließlich mit Taschenbuch- und Buchklubausgaben bis 1981 eine Millionenauflage. Der Roman ist stark autobiografisch gefärbt. Er beschreibt das Leben eines Mädchens, das früh zur Waise geworden, nach dem Tod ihrer bayrischen Pflegetante zu Verwandten nach London kommt, dort aufwächst, aber schließlich in einen kulturellen Konflikt gerät, bei dem sie sich zwischen England und Deutschland entscheiden muss. Von nationalsozialistischen Rezensenten wurde kritisiert, dass dieser Konflikt nicht aufgrund eines „Ringens … um letzte Fragen des Blutes“, sondern aufgrund von Äußerlichkeiten, „in völliger Nichtachtung schicksalhafter Gebundenheit“, gelöst wird.
Für den Wunderlich Verlag war sie auch als Übersetzerin englischer Belletristik tätig und gab Werke ihrer Mutter (Die Geschichte der Tilmansöhne) neu heraus.
Heute ist das Werk von Isabel Hamer völlig vergessen.

## Werke
- Perdita (Roman, Berlin 1938)
- Vor so viel Sommern (Roman, Tübingen 1952)
- Bäume in meinem Leben (Essays, Tübingen 1954)